# Gewone sluipwespen
Gewone sluipwespen (Ichneumonidae) zijn een grote familie van insecten (met ongeveer 22.000 beschreven soorten) die behoren tot de orde van de vliesvleugeligen (Hymenoptera).

## Kenmerken
Deze slankgebouwde insecten hebben een zeer dunne 'wespentaille', dit is een heel dunne overgang van het borststuk naar het achterlijf. De lichaamslengte varieert van 0,3 tot 4,2 cm. De vrouwtjes hebben een lange legboor. Met dit orgaan zijn ze in staat om in hun “gastheer” (een ander insect) te prikken om vervolgens daarin hun eitjes af te zetten. Zodra de eitjes uitkomen voeden de larven zich met de gastheer en de gastheer sterft.

## Nut
Sluipwespen zijn een vrij bekende groep omdat ze parasitoïden zijn van andere insecten, waaronder enkele schadelijke soorten. Enkele sluipwespen worden op grote schaal uitgezet voor de biologische bestrijding van plaaginsecten, zoals bladluizen, witte vlieg en de suzuki-fruitvlieg. De eitjes worden in de larven of poppen van andere insecten afgezet. De larven eten hun gastheer van binnenuit op. Het is hiervoor ook mogelijk om sluipwespen te kweken. Hiervoor zijn in tuincentra kaartjes verkrijgbaar waarin eitjes van sluipwespen zitten. Deze worden bijvoorbeeld gebruikt in kassen om de kaswittevlieg te bestrijden die de verbouwde gewassen kan aantasten. Ook kunnen deze in worden gebruikt om motten, zoals bijvoorbeeld de kledingmot te bestrijden.

## Verspreiding en leefgebied
Deze familie komt wereldwijd voor in gematigde gebieden, als parasiet op andere insecten.

## Taxonomie
De volgende onderfamilies maken deel uit van de familie:
- Acaenitinae Förster, 1869
- Adelognathinae Thomson, 1888
- Agriotypinae Haliday, 1838
- Alomyinae Förster, 1869
- Anomaloninae Viereck, 1918
- Banchinae Wesmael, 1845
- Brachycyrtinae Viereck, 1919
- Brachyscleromatinae Townes, 1961
- Campopleginae Förster, 1869
- Claseinae Townes, 1969
- Collyriinae Cushman, 1924
- Cremastinae Förster, 1869
- Cryptinae Kirby, 1837
- Ctenopelmatinae Förster, 1869
- Cylloceriinae Wahl, 1990
- Diacritinae Townes, 1965
- Diplazontinae Viereck, 1918
- Eucerotinae Viereck, 1919
- Hybrizontinae Blanchard, 1845
- Ichneumoninae Latreille, 1802
- Labeninae Ashmead, 1900
- Labenopimplinae Kopylov, 2010
- Lycorininae Cushman & Rohwer, 1920
- Mesochorinae Förster, 1869
- Metopiinae Förster, 1869
- Microleptinae Townes, 1958
- Neorhacodinae Hedicke, 1922
- Nesomesochorinae Ashmead, 1905
- Nonninae Townes, 1961
- Ophioninae Shuckard, 1840
- Orthocentrinae Förster, 1869
- Orthopelmatinae Schmiedeknecht, 1910
- Oxytorinae Thomson, 1883
- Palaeoichneumoninae Kopylov, 2009
- Paxylommatinae Förster, 1862
- Pedunculinae Porter, 1998
- Pherhombinae Kasparyan, 1988
- Phrudinae Townes & Townes, 1949
- Pimplinae Wesmael, 1845
- Poemeniinae Narayanan & Lal, 1953
- Rhyssinae Morley, 1913
- Stilbopinae Townes & Townes, 1949
- Tanychorinae Rasnitsyn, 1980
- Tatogastrinae Wahl, 1990
- Tersilochinae Schmiedeknecht, 1910
- Townesitinae Kasparyan, 1994
- Tryphoninae Shuckard, 1840
- Xoridinae Shuckard, 1840

Tevens behoren de volgende geslachten die niet bij een onderfamilie zijn ingedeeld tot de familie van gewone sluipwespen:
- Liaoichneumon Hong 2002
- Miolyta Zhang 1989
- Tryphopimpla Kopylov 2010

## Geslachten
De per december 2019 geregistreerde soorten van de sluipwesp behoren tot 1436 verschillende geslachten(!)

Sommige geslachten bestaan slechts uit 1 soort.

Alle geslachten die minstens 7 soorten omvatten hebben op Wikipedia een eigen pagina.

De 255 geslachten met gedefinieerde pagina staan hieronder vermeld met het aantal soorten met gedefinieerde pagina tussen haakjes.
- Absyrtus Aubert, 1979 (7)
- Acerastes (11)
- Acerataspis (7)
- Aclastus (19)
- Acrodactyla (7)
- Acrolyta (26)
- Acroricnus (9)
- Achaius (11)
- Adelognathus Holmgren, 1857 (46)
- Aethecerus Wesmael, 1845 (27)
- Aethianoplis (7)
- Afrectopius (18)
- Afrocoelichneumon (8)
- Afromelanichneumon (20)
- Afromevesia (38)
- Aglaojoppa (15)
- Agonocryptus (25)
- Agriotypus (16)
- Agrothereutes Förster, 1850 (40)
- Agrypon Förster, 1860 (172)
- Aiura (2)
- Alcima (3)
- Alexeter (37)
- Algathia (11)
- Alomya Panzer, 1806 (8)
- Allophatnus (7)
- Allophrys Förster, 1869 (32)
- Alloplasta (20)
- Amblyjoppa (20)
- Amblyteles (15)
- Amphibulus (26)
- Anacis (16)
- Aneuclis Förster, 1869 (10)
- Anisobas (26)
- Anisotacrus (10)
- Anomalon (95)
- Anoncus (21)
- Aoplus Tischbein, 1874 (38)
- Apaeleticus Wesmael, 1845 (12)
- Apechoneura (24)
- Aperileptus (12)
- Aphanistes (63)
- Apophua (34)
- Apsilops (8)
- Aptesis (70)
- Arenetra (13)
- Arhytis (8)
- Aritranis Foerster, 1869 (20)
- Arotes (16)
- Arotrephes (11)
- Aspidon (1)
- Asthenara (8)
- Asthenolabus (17)
- Astiphromma Förster, 1869 (72)
- Astomaspis (22)
- Atanyjoppa (9)
- Ateleute (35)
- Atractodes (104)
- Atropha (17)
- Aucklandella Cameron, 1909 (12)
- Baltazaria (16)
- Banchus (50)
- Barichneumon (97)
- Barichneumonites (11)
- Baryceros (35)
- Barycnemis (19)
- Barylypa (64)
- Barytarbes (20)
- Bathyplectes (32)
- Bathythrix (57)
- Benjaminia (15)
- Benyllus (8)
- Bicristella (14)
- Bodedia (13)
- Bozakites (7)
- Brachycyrtus (22)
- Brachynervus (8)
- Brachyscleroma (20)
- Breviterebra (1)
- Buathra (31)
- Caenocryptoides (7)
- Caenocryptus (19)
- Callidora (6)
- Camera (4)
- Campoctonus (11)
- Campodorus Förster, 1869 (147)
- Campoletis (99)
- Campoplex (210)
- Carinodes (33)
- Carria (8)
- Casinaria (101)
- Celebichneumon (8)
- Centeterus Wesmael, 1845 (14)
- Ceratocryptus (7)
- Ceratophygadeuon (28)
- Certonotus (31)
- Cestrus (9)
- Cidaphus (21)
- Coccygodes (12)
- Coelichneumon (218)
- Coesula (12)
- Coleocentrus (26)
- Colpognathus Wesmael, 1845 (8)
- Colpotrochia (61)
- Collyria Schiodte, 1839 (9)
- Compsocryptus (21)
- Compsophorus (61)
- Conocalama (13)
- Cosmiocryptus (7)
- Cosmoconus Foerster, 1868 (6)
- Costifrons (10)
- Cratichneumon Thomson, 1893 (129)
- Cremastus (128)
- Cryptanura (80)
- Cryptohelcostizus (10)
- Cryptophion Viereck, 1913 (7)
- Cryptopimpla (46)
- Cryptus Fabricius, 1804 (140)
- Crytea (47)
- Ctenichneumon (56)
- Cteniscus (8)
- Ctenochares (11)
- Ctenochira (40)
- Ctenopelma (46)
- Cubocephalus (73)
- Cyclolabus (19)
- Cylloceria (28)
- Cymodusa Holmgren, 1858 (44)
- Cymodusopsis (10)
- Charitopes (26)
- Charops (27)
- Chasmias (7)
- Chirotica (40)
- Chorinaeus (44)
- Chriodes (23)
- Chromocryptus (24)
- Degithina (9)
- Delomerista (9)
- Dentimachus (8)
- Diacantharius (9)
- Diadromus Wesmael, 1845 (31)
- Diaparsis (13)
- Diapetimorpha (48)
- Dicaelotus Wesmael, 1845 (56)
- Dichrogaster (44)
- Digonocryptus (46)
- Dihelus (12)
- Dimophora (10)
- Dinocryptus (12)
- Diphyus (129)
- Diplazon (56)
- Diradops (35)
- Dirophanes (18)
- Distathma (8)
- Dolichomitus (25)
- Dusona Cameron, 1900 (453)
- Eccoptosage (17)
- Eclytus (12)
- Ectopimorpha (10)
- Echthronomas (12)
- Echthrus (11)
- Eiphosoma (55)
- Endasys Förster, 1869 (123)
- Enicospilus Stevens, 1835 (23)
- Enizemum (24)
- Enytus (20)
- Eriborus (54)
- Eridolius (41)
- Erigorgus (73)
- Erromenus (19)
- Erythrodolius (10)
- Etha (10)
- Ethelurgus (17)
- Euceros (49)
- Eucremastus (9)
- Euchalinus (14)
- Eudelus (10)
- Eupalamus (14)
- Eurycryptus (7)
- Eurylabus (11)
- Euryproctus (43)
- Eusterinx (20)
- Eutanyacra (37)
- Exenterus (9)
- Exephanes (15)
- Exetastes (148)
- Exochus (282)
- Exyston (11)
- Fianoniella (17)
- Formostenus (23)
- Fotsiforia (9)
- Foveosculum (25)
- Friona (34)
- Gambrus (25)
- Gelis (291)
- Giraudia (14)
- Glabridorsum (10)
- Glodianus (8)
- Glyphicnemis (13)
- Glypta Gravenhorst, 1829 (445)
- Glyptopimpla (12)
- Glyptorhaestus (10)
- Gnotus (10)
- Goryphus (113)
- Gotra (39)
- Grotea (18)
- Habronyx (44)
- Hadrocryptus (7)
- Hadrodactylus (46)
- Handaoia (10)
- Hapsinotus (14)
- Hedycryptus (8)
- Helcostizus (18)
- Hemibystra (24)
- Hemigaster (12)
- Hemiphanes (8)
- Hemiteles (54)
- Heresiarches (20)
- Herpestomus Wesmael, 1845 (19)
- Heterischnus (29)
- Heteropelma (28)
- Hidryta (8)
- Himerta (27)
- Himertosoma (58)
- Hoeocryptus (8)
- Holcichneumon (10)
- Holcojoppa (9)
- Homaspis (23)
- Homotherus (13)
- Homotropus (14)
- Hoplismenus (28)
- Hoplocryptus (33)
- Humbert (1)
- Hybrizon (7)
- Hypamblys (16)
- Hyposoter (120)
- Hypsicera (63)
- Ichneumon Linnaeus, 1758 (877)
- Idiolispa (11)
- Imeria (16)
- Irabatha (10)
- Isadelphus (14)
- Ischnojoppa (7)
- Ischnus (40)
- Isdromas (8)
- Ishigakia (11)
- Isotima (25)
- Itoplectis (12)
- Javra (17)
- Joppa Fabricius, 1804 (74)
- Joppidium (14)
- Kemalia (27)
- Klutiana (16)
- Kristotomus Mason, 1962 (5)
- Labena (43)
- Labium Brullé, 1846 (30)
- Lagarotis (10)
- Lamachus (24)
- Lamprocryptidea (12)
- Lamprocryptus (19)
- Lareiga (11)
- Lathrolestes (86)
- Lathrostizus (16)
- Latibulus (9)
- Lemophagus (8)
- Lepidura (11)
- Leptobatopsis (28)
- Leptoperilissus (12)
- Leptophatnus (20)
- Leptotogea (17)
- Lethades (16)
- Leurus (11)
- Lienella (19)
- Linycus (11)
- Liotryphon (9)
- Lissaspis (9)
- Lissolongichneumon (8)
- Lissonota Gravenhorst, 1829 (399)
- Lissosculpta (18)
- Listrodromus (7)
- Listrognathus (58)
- Litochila (8)
- Lobaegis (7)
- Lophojoppa (9)
- Losgna (15)
- Loxodocus (14)
- Lusius (7)
- Lycorina (30)
- Lymeon (84)
- Lysibia (10)
- Macrojoppa (44)
- Mallochia (12)
- Mansa (28)
- Mastrus (53)
- Medophron (24)
- Megastylus (14)
- Melanichneumon (39)
- Melanodolius (12)
- Melcha (7)
- Meloboris (25)
- Meniscomorpha (64)
- Meringopus (30)
- Mesochorus Gravenhorst, 1829 (721)
- Mesoleius (174)
- Mesoleptidea (17)
- Mesoleptus (96)
- Mesophadnus (7)
- Mesostenus (60)
- Messatoporus Cushman, 1929 (89)
- Metoa (9)
- Metopius (145)
- Microcharops (25)
- Microleptes (13)
- Microsage (8)
- Misetus Wesmael, 1845 (6)
- Mnioes (17)
- Myrmeleonostenus (7)
- Naenaria (11)
- Nanium (5)
- Narthecura (9)
- Necolio (12)
- Neleothymus (7)
- Nematocryptus (10)
- Nematomicrus Wesmael, 1845 (1)
- Nematopodius (26)
- Nemeritis (37)
- Neocryptopteryx (7)
- Neofacydes (8)
- Neotypus Förster, 1869 (13)
- Nepiesta (11)
- Netelia (46)
- Neurogenia (11)
- Nippocryptus (7)
- Nonnus (18)
- Notacma (10)
- Nothocremastus (20)
- Notopygus (18)
- Odontocolon (10)
- Oedicephalus (9)
- Oetophorus (8)
- Oezdemirus (7)
- Oiorhinus Wesmael, 1845 (1)
- Olesicampe (138)
- Opheltes Holmgren, 1859 (2)
- Ophion (34)
- Ophionellus (21)
- Oresbius (52)
- Oronotus Wesmael, 1845 (10)
- Ortezia (7)
- Orthizema (15)
- Orthocentrus (29)
- Osprynchotus (11)
- Otlophorus (22)
- Paracollyria (9)
- Parania (12)
- Paraphylax (58)
- Patrocloides (10)
- Patroclus (1)
- Perilissus (60)
- Periplasma (1)
- Perisphincter (7)
- Perispuda (8)
- Phaenolobus (25)
- Phaeogenes Wesmael, 1845 (68)
- Pharetrophora (13)
- Phobetes (44)
- Phobocampe (35)
- Phorotrophus (33)
- Photocryptus (10)
- Phradis (17)
- Phthorima (12)
- Phycitiplex (10)
- Phygadeuon (203)
- Physotarsus (26)
- Phytodietus (21)
- Picardiella (7)
- Picrostigeus (8)
- Pimpla Fabricius, 1804 (21)
- Pion (7)
- Platylabops (22)
- Platylabus Wesmael, 1845 (142)
- Plectiscidea (53)
- Plectiscus (7)
- Plectocryptus Thomson, 1873 (12)
- Plectochorus (12)
- Pleolophus (32)
- Pleurogyrus (7)
- Podeleboea (10)
- Podogaster (26)
- Polyaulon (9)
- Polyblastus (22)
- Polycyrtidea (7)
- Polycyrtus (155)
- Polysphincta Gravenhorst, 1829 (6)
- Polytribax (16)
- Porizon (13)
- Priopoda (16)
- Pristicerops (7)
- Pristomerus (100)
- Probles Förster, 1869 (33)
- Probolus (12)
- Procerochasmias (8)
- Procinetus (7)
- Proclitus (14)
- Promethes (18)
- Prosthoporus (8)
- Protarchus (11)
- Protichneumon (23)
- Rhadinodonta (7)
- Rhembobius (9)
- Rhimphoctona (28)
- Rhinotorus (12)
- Rhorus (50)
- Rhyssa Gravenhorst, 1829 (3)
- Rictichneumon (7)
- Rothneyia (8)
- Rubicundiella (8)
- Rugascuta Sheng, 2009 (1)
- Saotis Förster, 1869 (32)
- Scambus (26)
- Scenocharops (9)
- Scolobates (13)
- Scopesis (22)
- Schenkia (24)
- Schizopyga Gravenhorst, 1829 (4)
- Schreineria (20)
- Semitogea (7)
- Setanta (22)
- Setantops (16)
- Seyrighoplites (8)
- Sinophorus (113)
- Sjostedtiella (21)
- Skeatia (24)
- Smicroplectrus (15)
- Sphelodon Townes, 1966 (14)
- Spilichneumon (33)
- Spilopimpla (20)
- Spilopteron (30)
- Spolas (11)
- Spudaeus (8)
- Stenaoplus (29)
- Stenichneumon (24)
- Stenobarichneumon (14)
- Stenodontus (12)
- Stenomacrus (52)
- Stibeutes (22)
- Stictolissonota (7)
- Stictopisthus (64)
- Stilbops (7)
- Stilpnus (36)
- Stirexephanes Cameron, 1912 (14)
- Stiromesostenus Cameron, 1911 (5)
- Sulcarius (23)
- Sussaba (33)
- Sympherta (28)
- Symplecis (7)
- Syndipnus (33)
- Synechocryptus (7)
- Synodites (26)
- Synomelix (7)
- Synosis (13)
- Syntactus (8)
- Syrphoctonus Förster, 1869 (113)
- Syrphophilus (7)
- Syspasis (16)
- Syzeuctus (122)
- Takastenus (10)
- Teleutaea (20)
- Temelucha (234)
- Tersilochus Holmgren, 1859 (46)
- Tetragonochora (14)
- Thaumatogelis (30)
- Therion Curtis, 1829-30 (24)
- Theroscopus (41)
- Thymebatis (11)
- Thyrateles (11)
- Torbda (17)
- Trachyarus (16)
- Trachysphyrus (42)
- Tranosema (12)
- Trathala (100)
- Trematopygodes (17)
- Trematopygus (24)
- Triclistus (83)
- Tricholabus (16)
- Trichomma (32)
- Trieces (68)
- Triptognathus (22)
- Trogus Panzer, 1806 (15)
- Tromatobia (7)
- Tropistes Gravenhorst, 1829 (5)
- Trychosis (45)
- Tryphon Fallén, 1813 (33)
- Tycherus (106)
- Tymmophorus (9)
- Ulesta (8)
- Validentia (8)
- Varnado (1)
- Venturia Schrottky (136)
- Virgichneumon (25)
- Vulgichneumon (29)
- Wahlamia (7)
- Whymperia (12)
- Woldstedtius Carlson, 1979 (36)
- Xanthocampoplex (16)
- Xanthocryptus (19)
- Xenolytus (15)
- Xenoschesis (15)
- Xiphonychidion (7)
- Xiphosomella (54)
- Xiphulcus (10)
- Xorides Latreille, 1809 (30)
- Xoridesopus (39)
- Xylophrurus (14)
- Yamatarotes (11)
- Yezoceryx Uchida, 1928 (60)
- Zaglyptomorpha (25)
- Zaglyptus Foerster, 1869 (3)
- Zaplethocornia Schmiedeknecht, 1912 (10)
- Zonocryptus (20)
- Zoophthorus (27)